# Chirurgia bariatrica
La chirurgia bariatrica (o chirurgia dell'obesità) è quella branca della chirurgia che si occupa del trattamento chirurgico dei pazienti affetti da obesità. Numerosi studi a lungo termine hanno documentato che la chirurgia bariatrica offre una notevole riduzione del rischio di mortalità e del rischio di sviluppare nuove patologie associate (comorbilità) al sovrappeso e all'obesità. Tuttavia da sola non garantisce un'automatica e sicura guarigione, ma rappresenta uno strumento di supporto della persona obesa nella perdita di peso a lungo termine. I due terzi dei soggetti obesi patologici che hanno scelto un intervento bariatrico mostrano una perdita del 50% del peso in eccesso nell'arco dei 10 anni successivi all’operazione e oltre se aderiscono ad una terapia comportamentale. La chirurgia bariatrica ha un rapporto costi/benefici particolarmente vantaggioso (sin dal primo anno di trattamento), e spesso consente un notevole risparmio sui costi socio-sanitari rispetto all'approccio conservativo.

## Storia
La chirurgia bariatrica (o chirurgia dell'obesità) fu eseguita per la prima volta nel 1952 dai dottori Kremen e Linner. La prima procedura, che prende il nome di bypass ileo-colico, prevedeva che la parte superiore e quella inferiore dell'intestino tenue venissero collegate insieme per evitare il segmento centrale dove avviene la maggior parte dell'assorbimento di cibo, così da ridurre l'apporto calorico immagazzinato. Tuttavia, sebbene tale intervento fosse efficace nella riduzione del peso, fu abbandonato per l'inaccettabile incidenza di complicanze e mortalità.
Altre procedure di bypass intestinale sono state sperimentate successivamente, come il bypass digiuno-ileale, nel 1963 da parte del dottor Payne-De Wind. Tale procedura, che ha permesso di ridurre la morbilità e la mortalità del paziente operato, rappresenta la prima usata su vasta scala per i pazienti obesi.
Negli anni successivi vennero introdotte ulteriori varianti tecniche; ma, seppur la perdita di peso a lungo termine si rivelava essere soddisfacente in molti pazienti, questi tentativi vennero abbandonati a causa delle complicanze metaboliche dopo l'intervento (come squilibri elettrolitici, diarrea persistente, insufficienza epatica grave).
Il primo bypass gastrico fu sperimentato nel 1966 dal dottor Mason dell'Università dell'Iowa. Questa tecnica prevedeva la creazione di una piccola "sacca" (chiamata tasca gastrica) nella parte superiore dello stomaco attraverso una cucitura, la quale veniva poi collegata ad un'ansa dell'intestino tenue, bypassando parte di questo e consentendo una ridotta riduzione di nutrimenti. Grazie alla tasca, inoltre, il paziente raggiungeva precocemente un senso di sazietà e pienezza. La procedura venne successivamente modificata, semplificandola, per ridurre le complicanze post operatorie. A partire dagli anni '80, Mason eliminò la parte del bypass concentrandosi sulla parte restrittiva dello stomaco, che veniva suturato verticalmente riducendone le dimensioni, ma senza alterare il normale decorso del tratto Gastro Intestinale. Tale tecnica è stata denominata gastroplastica verticale. Nonostante questa tecnica presentasse comunque delle complicanze postoperatorie, i chirurghi nell'arco degli anni apportarono varianti tecniche, perfezionando la procedura attraverso la riduzione delle dimensioni della tasca e sostituendo la cucitura con fasce elastiche.
Una variante usata in chirurgia bariatrica è rappresentata dalla diversione biliopancreatica, ideata ed introdotta nel 1979 in Italia dal dottor Nicola Scopinaro: essa ha l'obiettivo di ottenere il calo di peso riducendo l'assorbimento selettivo degli amidi e grassi con una diminuzione degli effetti indesiderati. Nel 1998 il dottor Marceau sperimentò un'alternativa all'intervento bilio-pancreatico di Scopinaro, cambiando il tipo di resezione gastrica e dando vita allo switch duodenale. Negli ultimi anni il bypass gastrico ha assunto un ruolo predominante nel panorama della chirurgia bariatrica statunitense, e al giorno d'oggi costituisce circa l'80% degli interventi per obesità, anche in virtù della diffusione delle tecniche laparoscopiche.
La chirurgia bariatrica rappresenta il trattamento più efficace per la riduzione del peso corporeo a lungo termine e migliora le condizioni di comorbidità correlate all'obesità (ipercolesterolemia e ipertrigliceridemia, ipertensione, apnea notturna ostruttiva e sindrome dell'ovaio policistico), portando a migliorare la qualità di vita del paziente oltre a ridurne la percentuale di mortalità.

## Epidemiologia
Negli ultimi anni il sovrappeso e l'obesità hanno assunto proporzioni epidemiche. Dal 1998, il numero di interventi di chirurgia bariatrica eseguiti in tutto il mondo è aumentato del 761%. I dati al 2008 riportano che 344.221 di queste procedure sono state eseguite in America, di cui 220.000 solo nel Nord America. A livello europeo si registrano i seguenti dati: 2.117 in Germania, 13.722 in Francia, 8700 in Belgio, 6.000 nel Regno Unito, 6.000 in Spagna, 4.842 in Italia, 3.500 nei Paesi Bassi, 2.875 in Grecia, 2.004 in Danimarca e 1.741 in Austria.
Tra il 2022 e il 2023, negli Stati Uniti, l'aumento delle prescrizione di farmaci inibitori del Glp-1 – come Ozempic, Wegovy, Zepbound o Mounjaro-, ha fatto diminuire del 25.6% i tassi di ricorso alla chirurgia bariatrica.

## La scelta del paziente: il consenso informato
Non esiste un intervento ideale valido per tutti i pazienti e ogni intervento disponibile o variante di esso presenta aspetti positivi e negativi che possono anche cambiare da persona a persona. Non esiste alcun intervento chirurgico che sia privo di possibili complicanze sia nel corso dell'intervento sia nel lungo periodo dopo l'intervento. Di tutti questi aspetti il paziente obeso ha diritto di essere informato da parte del Chirurgo bariatrico o del team che lo assiste in un Centro per la Chirurgia dell'Obesità. Proprio per questo è stato redatto un documento di Consenso Informato ufficiale da parte della Società Italiana di Chirurgia dell'Obesità (S.I.C.OB.) pubblicato nell'anno 2008. Il fascicolo fornisce molte informazioni utili per conoscere tutti gli aspetti, positivi e negativi, di ciascuna tecnica disponibile. Non sostituisce tuttavia la serie di colloqui indispensabili con il proprio chirurgo bariatrico e il team di cura per poter sviscerare ogni aspetto sia dell'intervento sia della fase successiva ad esso prima di prendere la decisione definitiva. Ogni intervento presuppone infatti un impegno consapevole a periodici controlli medici concordati con il Centro di cura essenziali non solo per ottenere i migliori risultati possibili ma anche per ridurre al massimo le possibili complicanze precoci, medie e tardive.
I risultati dell'intervento bariatrico (il calo di peso corporeo e il suo mantenimento) sono strettamente condizionati dalle modifiche che la persona obesa sarà in grado di apportare al suo nuovo stile di vita dopo l'intervento, con la motivazione, la volontà e l'impegno di continuare a mantenerle e incrementarle per tutta la vita. I risultati migliori si ottengono con la buona adesione al programma terapeutico personalizzato stabilito con il proprio team di cura sulla base delle realistiche possibilità e necessità di ciascun paziente.

## I requisiti indispensabili per poter intervenire chirurgicamente
La chirurgia bariatrica non è indicata per tutti i pazienti obesi e soprattutto non può essere richiesta per motivi puramente estetici (immagine negativa del proprio corpo). Il suo principale scopo è quello di prevenire e/o correggere i problemi medici associati all'obesità. Tra i requisiti principali richiesti per sottoporsi a un intervento di chirurgia bariatrica vi sono i seguenti:
- Avere compiuto la maggiore età
- Mancata o insoddisfacente risposta alla terapia conservativa (dieta personalizzata, attività fisica, farmaci)
- Un indice di massa corporea (IMC) maggiore o uguale a 40 kg/m²
- Un IMC compreso tra 35 e 39,9 kg/m² se associato a una o più malattie o complicanze  correlate all'obesità – per esempio: diabete mellito di tipo 2, malattie cardiache, ipertensione arteriosa, aumentati livelli di lipidi nel sangue (ipercolesterolemia e iperlipidemie), problemi alle giunture, apnee da sonno ecc.
- In caso di diabete, valori di emoglobina glicata (HbA1c) superiori all'8%
- Profonda consapevolezza, forte motivazione e disponibilità all'impegno da parte del paziente, che dovrà affrontare un percorso post-operatorio prolungato per tutta la vita. Affinché i risultati della chirurgia siano realmente soddisfacenti è indispensabile la piena volontà e determinazione da parte del paziente ad attenersi a rigorose linee guida alimentari, di attività fisica e di trattamento farmacologico e no
- Assenza di ostacoli medici o psicologici all'approccio chirurgico (per esempio all'anestesia)

Il paziente dovrà ovviamente astenersi dal consumo di alcolici, droghe e fumo a partire da almeno 6 settimane prima dell'intervento di chirurgia bariatrica.

## Tecniche chirurgiche: elementi generali
- Tutti gli interventi utilizzati nella chirurgia bariatrica sono eseguiti in anestesia generale.
- Tutti gli interventi possono essere eseguiti sia per via chirurgica classica (laparotomia con incisione della parete addominale) sia per via laparoscopica. In questo caso, durante l'intervento il chirurgo bariatrico può ritenere opportuno convertire l'intervento da laparoscopico a laparotomico.
- La laparoscopia può essere utilizzata anche nei casi in cui siano già stati effettuati interventi chirurgici con entrambe le vie.
- Negli ultimi anni, le procedure di chirurgia bariatrica si sono molto evolute in termini di efficacia e di sicurezza e tollerabilità sia durante l'intervento che nel breve, medio e lungo periodo.

## I tipi di intervento
I principali interventi chirurgici in uso in Italia sono di tre tipi e la loro efficacia è andata progressivamente consolidandosi in questi ultimi decenni, supportata da ampie casistiche e da periodi di osservazione post-intervento sufficientemente lunghi.

### Interventi gastrorestrittivi
Gli interventi di tipo gastrorestrittivo riducono la capacità gastrica, con un'azione prevalentemente meccanica che limita l'introduzione di cibo. Si basano essenzialmente sulla separazione di una piccola parte alta dello stomaco (per esempio con il posizionamento di un anello gonfiabile come nel bendaggio gastrico regolabile) per formare una tasca gastrica che si svuota nell'area rimanente dello stomaco attraverso un orifizio stretto e non dilatabile. La chirurgia gastrorestrittiva riduce la quantità di cibo che si può assumere in un solo pasto, in modo da percepire più precocemente il senso di sazietà e più a lungo. Di conseguenza la persona obesa mangia meno e perde peso. Appartengono a questo tipo: il bendaggio gastrico regolabile (uno degli interventi più frequentemente realizzati in Italia), la gastroplastica verticale e la più recente sleeve gastrectomy (gastrectomia verticale parziale).

### Interventi misti
Gli interventi di chirurgia mista abbinano la componente gastrorestrittiva (formazione di una tasca gastrica di ridotte dimensioni) a quella di ridotto assorbimento del cibo. Svolgono un'azione prevalentemente funzionale. Comprendono il bypass gastrico e le varianti,come il mini bypass gastrico. L'intervento prevede la creazione di una piccola tasca gastrica che non comunica con il resto dello stomaco (a differenza del bendaggio gastrico regolabile), ma viene direttamente collegata all'intestino tenue a distanza variabile dal duodeno. In questo modo viene saltata la parte iniziale del tratto digestivo. Il bypass determina un calo di peso corporeo riducendo di molto la quantità di cibo introdotta e inducendo un precoce senso di sazietà. L'intervento non implica l'asportazione di nessuna parte sia dello stomaco che dell'intestino; una volta eseguito non consente più di esplorare con le tradizionali metodiche stomaco, duodeno e vie biliari.

### Interventi malassorbitivi
Gli interventi di tipo malassorbitivo riducono drasticamente l'assorbimento del cibo e dell'energia. Le procedure chirurgiche malassorbitive comportano una riduzione irreversibile delle dimensioni dello stomaco e un marcato cambiamento del processo digestivo. Lo stomaco viene collegato alla parte terminale dell'intestino tenue; in questo modo il cibo percorre soltanto una piccola parte del tratto gastrointestinale, con conseguente notevole riduzione dell'assorbimento delle sostanze nutritive e induzione di un precoce senso di sazietà.
Sono generalmente interventi più invasivi rispetto alle altre metodiche ma offrono al paziente obeso maggiori probabilità di riuscire a mantenere la riduzione del peso corporeo nel lungo periodo. Appartengono a questo tipo le tre varianti di diversione biliopancreatica: classica di Scopinaro, variante con resezione gastrica verticale (switch duodenale) e variante con conservazione dello stomaco.
L'efficacia terapeutica della chirurgia bariatrica è direttamente proporzionale all'invasività dell'intervento chirurgico: il bendaggio gastrico e le sue varianti (interventi di tipo gastrorestrittivo) hanno un'efficacia che oscilla tra il 40 e il 60%; il bypass gastrico e le sue varianti (interventi misti) del 60-70% e la diversione biliopancreatica (interventi malassorbitivi) del 65-75%.

## Chirurgia bariatrica e diabete mellito di tipo 2
Obesità e diabete di tipo 2 (diabesità) sono strettamente correlati e la letteratura scientifica sta accumulando conferme sui notevoli rischi associati a questa pandemia. I diabetici di tipo 2 nel mondo sono oltre 170 milioni. Nei casi di obesità intervenire chirurgicamente può essere di grande aiuto per controllare meglio il diabete, oltre che per vivere più a lungo e godendo di una migliore qualità della vita. Numerosi studi autorevoli infatti hanno documentato che la chirurgia bariatrica determina un evidente miglioramento del controllo della glicemia nella maggior parte dei pazienti operati.
Le metodiche utilizzate con maggiore frequenza sono il bypass gastrico, la diversione biliopancreatica con switch duodenale, la sleeve gastrectomy e altre. Queste tecniche determinano i loro effetti metabolici attraverso una combinazione di: restrizione del volume dello stomaco, bypass intestinale e modificazioni ormonali. I benefici della chirurgia bariatrica includono anche un miglioramento dei fattori di rischio cardiovascolare come dislipidemia e ipertensione.
Alcuni autori auspicano che la chirurgia bariatrica possa diventare uno strumento importante nella terapia a lungo termine dei pazienti diabetici gravi.

## Chirurgia bariatrica e ormoni sessuali maschili
I livelli di testosterone sono generalmente diminuiti negli uomini obesi. Numerosi studi scientifici hanno documentato che la chirurgia bariatrica favorisce un aumento di tali livelli, maggiore rispetto a quello determinato solo da metodiche conservative (dieta, attività fisica, farmaci). Secondo tali studi la chirurgia bariatrica determina un miglioramento più consistente della qualità di vita sessuale degli obesi operati rispetto ai soggetti non sottoposti a interventi chirurgici e rappresenta il trattamento più efficace disponibile per la cura dell'ipogonadismo maschile correlato all'obesità.

## Gravidanza e fertilità in seguito a chirurgia bariatrica
L'obesità ha un impatto negativo sulla salute riproduttiva delle donne, che si manifesta con complicazioni gestazionali quali macrosomia fetale, preeclampsia, diabete mellito gestazionale, taglio cesareo, oltre a una maggiore incidenza di esiti avversi perinatali. La chirurgia bariatrica da eseguirsi prima del concepimento può consentire una notevole perdita di peso e un miglioramento significativo delle comorbidità come diabete mellito e ipertensione.
Una donna che rimane incinta dopo un intervento di chirurgia bariatrica va incontro di solito a una gravidanza non complicata, ma richiede in ogni caso una particolare attenzione e un controllo medico costante per monitorare alcune complicazioni che possono verificarsi dopo queste procedure chirurgiche.

## Complicanze della chirurgia bariatrica

### Complicanze durante l'intervento chirurgico
Rischi rari durante l'intervento chirurgico possono essere:
- tradizionale: lesione addominale con emorragia e/o perforazione,
- laparoscopia: emorragie e lesioni di organi interni.

### Complicanze nel postoperatorio a breve termine
Nel periodo immediatamente dopo l'intervento chirurgico (primi 30 giorni) si potrebbero verificare le seguenti complicanze: 
- Trombo embolia venosa: è la formazione di coaguli di sangue che possono arrivare ai polmoni (embolia polmonare), potenzialmente pericolosa per la vita. L'embolia polmonare costituisce la causa principale di decesso postoperatorio
- Vomito a causa dell'improvvisa riduzione delle dimensioni dello stomaco
- Insufficienza respiratoria
- Fistola gastrica e/o intestinale: apertura della cucitura dello stomaco o dell'intestino. Questa complicanza può richiedere un nuovo intervento chirurgico o altri trattamenti terapeutici
- Infezione delle ferite chirurgiche più frequenti nei casi di apertura dell'addome
- Emorragie
- Occlusione intestinale

L'insorgenza di complicanze postoperatorie potrebbero richiedere terapie mediche supplementari ed intensive (es.: ricovero in terapia intensiva o rianimazione) e potrebbero allungare il periodo di degenza del paziente operato. 
Occorre tenere presente che il rischio di mortalità postoperatoria precoce, che varia tra 0,1 e 1%, e di complicanze aumenta con l'aumentare del peso corporeo del paziente, e dipende dalle condizioni cardiorespiratorie e dall'esperienza del chirurgo.
L'esperienza del chirurgo incide molto sulla riuscita dell'intervento. La morbilità postoperatoria risulta essere 6,2 volte più bassa nelle mani di un team di chirurghi professionisti con molta esperienza che operano in strutture ospedaliere certificate.

### Complicanze postoperatorie a lungo termine
Nel periodo che va oltre i 30 giorni dall'intervento chirurgico potrebbero insorgere le seguenti complicanze: 
- Occlusione intestinale, risolvibile attraverso l'intervento chirurgico
- Ernia in sede di incisione chirurgica risolvibile attraverso l'intervento chirurgico

Circa un paziente su dieci ha bisogno di sottoporsi a un ulteriore intervento chirurgico in un secondo momento a causa di: insufficiente perdita di peso, recupero del peso iniziali, complicanze precoci o tardive.
I migliori vantaggi, associati ad un minor rischio di complicanze, necessitano periodici controlli clinici e nutrizionali. Durante il periodo di dimagrimento e anche per tutta la vita, possono essere necessarie integrazioni vitaminiche e minerali. La scarsa collaborazione nel mettere in pratica i consigli dietetici e farmacologici, il fumo e l'abuso di alcool aumentano il rischio di complicanze.
Secondo uno studio internazionale, le procedure restrittive sono più semplici da eseguire e sono associate ad una minore incidenza di complicazioni procedurali rispetto agli interventi malassorbitivi.
Su 13.871 interventi raccolti nel Registro Italiano della Società Italiana di Chirurgia dell'Obesità e delle Malattie metaboliche (S.I.C.OB.), la mortalità operatoria globale è stata dello 0,25%: 0,1% nei bendaggi gastrici regolabili, 0,15% nelle gastroplastiche, 0,54% nei bypass gastrici, 0,8% nelle diversioni bilio-pancreatiche.
Per gli adolescenti, la chirurgia resta l'ultima risorsa e la decisione di sottoporre un giovane paziente ad un intervento chirurgico dovrebbe essere presa con la massima cura da un team di esperti.
Non è da sottovalutare la responsabilità del paziente che si sottopone ad intervento chirurgico. Il miglior successo si raggiunge con la perseveranza nel condurre un adeguato stile di vita e la voglia di raggiungere l'obiettivo prefissato seguendo i consigli nutrizionali e il giusto movimento.